# Gorge Wildlife Park
Het Gorge Wildlife Park ligt bij Cudlee Creek in de Australische deelstaat Zuid-Australië. Het is een dierentuin die zich vooral richt op inheemse fauna, hoewel ook enkele exotische diersoorten in het park te zien zijn.
Gorge Wildlife Park werd geopend in 1965 en is ongeveer 5.6 hectare groot. Deze dierentuin bevindt zich in de Adelaide Hills nabij Adelaide, de hoofdstad van South Australia. In Gorge Wildlife Park hebben bezoekers de mogelijkheid een koala vast te houden. Verder kan men door twee verblijven met kangoeroes en een volière met verschillende vogelsoorten lopen.

## Dieren
In Gorge Wildlife Park zijn negentien verschillende soorten buideldieren te zien, waaronder dertien soorten kangoeroes. De kangoeroesoorten in deze dierentuin zijn de rode reuzenkangoeroe (Osphranter rufus), de westelijke grijze reuzenkangoeroe (Macropus fuliginosus), de Kangaroo Island-kangoeroe (Macropus f. fuliginosus), de wallaroe (Osphranter robustus), de Bennettwallaby (Notamacropus rufogriseus), de tammarwallaby (Notamacropus eugenii), de parmawallaby (Notamacropus parma), de moeraswallaby (Wallabia bicolor), de kwaststaartrotskangoeroe (Petrogale penicillata), de geelvoetrotskangoeroe (Petrogale xanthopus), de roodbuikpademelon (Thylogale billiardieri), de quokka (Setonix brachyurus) en de borstelstaartratkangoeroe (Bettongia penicillata).
De zes andere buideldiersoorten in Gorge Wildlife Park zijn de Tasmaanse buidelduivel (Sarcophilus harrisii), de grote buidelmarter (Dasyurus maculatus), de koala (Phascolarctos cinereus), de wombat (Vombatus ursinus), de zuidelijke breedneuswombat (Lasiorhinus latifrons) en de voskoesoe (Trichosurus vulpecula).
Naast de buideldieren worden in Gorge Wildlife Park ook verschillende andere inheemse diersoorten gehouden, zoals de dingo (Canis l. dingo), de emoe (Dromaieus novaehollandiae), de wigstaartarend (Aquila audax), en verschillende watervogels en papegaaien. Tot de exotische dieren van Gorge Wildlife Park behoren de poema (Puma concolor), het stokstaartje (Suricata suricatta), de bruine kapucijnaap (Cebus apella) en de Mississippi-alligator (Alligator mississippiensis).